# Buena Vista del Sur
Buena Vista del Sur är en ort i Mexiko.   Den ligger i kommunen San Marcos och delstaten Guerrero, i den södra delen av landet, 300 km söder om huvudstaden Mexico City. Buena Vista del Sur ligger 9 meter över havet och antalet invånare är 152.
Terrängen runt Buena Vista del Sur är mycket platt. Havet är nära Buena Vista del Sur söderut.  Närmaste större samhälle är Cruz Grande, 13,9 km nordost om Buena Vista del Sur. 